# فهرست افراد ممنوعه و ملیت‌های تعیین‌شده ویژه

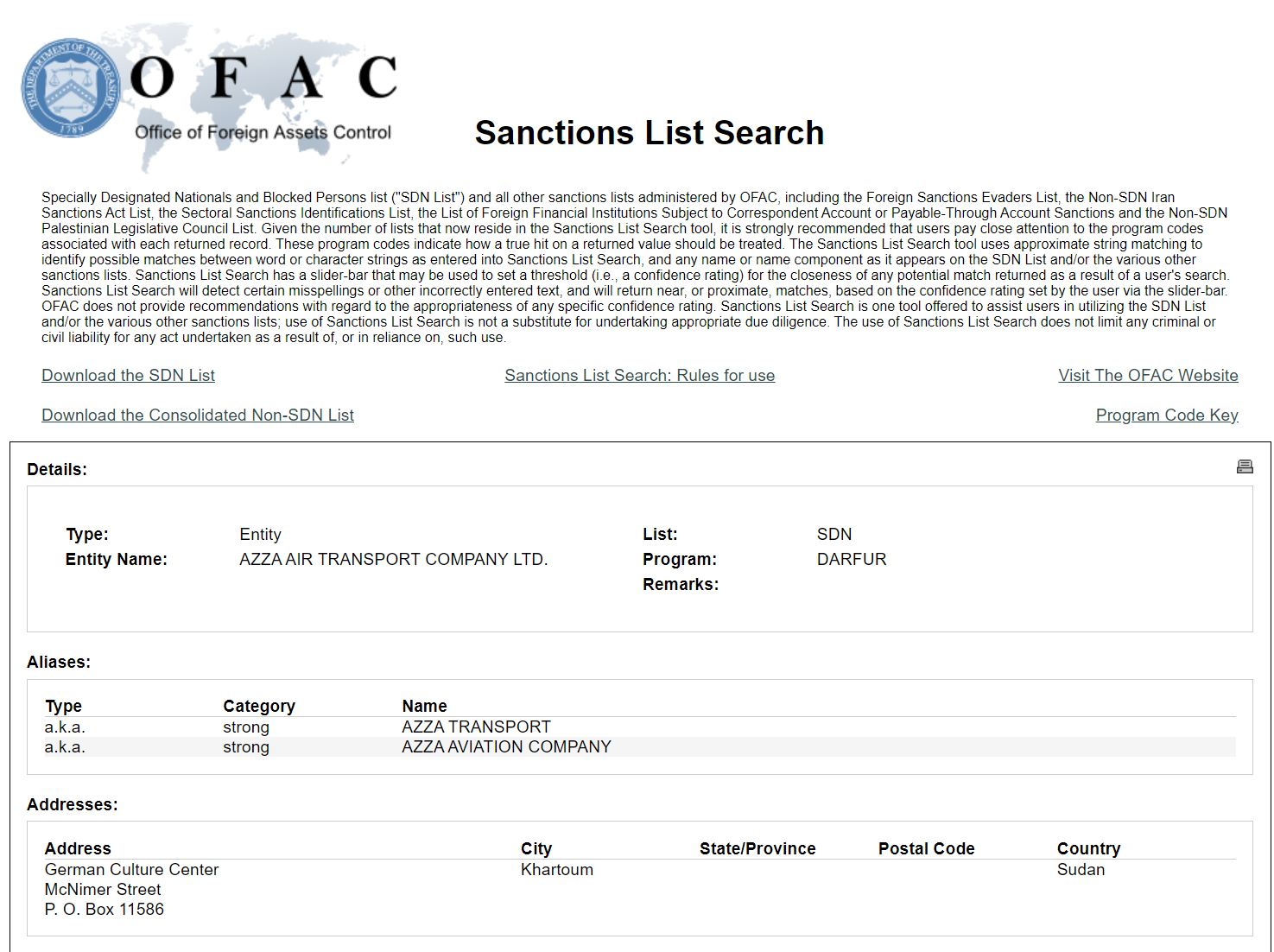
عزا ایر ترنسپورت، یک هواپیمایی باری سابق متعلق به سودان، در فهرست SDN

فهرست اتباع ویژه معین‌شده و اشخاص مسدودشده یا فهرست SDN، اقدام تحریمی یا تحریمی دولت ایالات متحده آمریکا است که تروریست‌ها، مقامات و افراد مرتبط با برخی حکومت‌های اقتدارگرا و مجرمان بین‌المللی (مثلاً قاچاقچیان مواد مخدر) را هدف قرار می‌دهد. این فهرست توسط وزارت خزانه‌داری ایالات متحده آمریکا و به‌طور خاص توسط دفتر کنترل دارایی‌های خارجی (OFAC) اداره می‌شود. این فهرست توسط وزارت خزانه‌داری آمریکا و از طریق دفتر کنترل دارایی‌های خارجی (OFAC) مدیریت می‌شود. زمانی که افراد به این فهرست اضافه می‌شوند، دارایی‌های آن‌ها در ایالات متحده آمریکا مسدود می‌شود. علاوه بر این، نام آن‌ها به سامانه‌های غربالگری خودکاری که توسط بانک‌ها در ایالات متحده و بسیاری از کشورهای خارجی استفاده می‌شود اضافه شده و این امر باز کردن یا داشتن حساب، انتقال پول یا انجام معاملات مالی بین‌المللی را برای آن‌ها دشوار می‌کند. هر شخص یا نهادی که حمایت‌های مرتبط با تروریسم، قاچاق مواد مخدر یا استفاده نظامی غیرمجاز به افراد حاضر در این فهرست ارائه کند، در معرض جریمه‌های تحت قانون میهن دوستی آمریکا (USA PATRIOT Act) قرار دارد.
این فهرست شامل ده‌ها هزار نفر و نهاد است که به عنوان تهدید برای امنیت ملی و سیاست خارجی ایالات متحده آمریکا شناخته شده‌اند. تمامی افراد و نهادهای مستقر در آمریکا از تجارت با این افراد منع شده‌اند و یا به علت نقض این قانون مشمول تحریم می‌شوند. تحریم‌های مالی شامل ممنوعیت سرمایه‌گذاری در سهام افراد و نهادهای فهرست‌شده‌ای است که افراد تحریم‌شده منافع عمده‌ای در آن‌ها دارند و ممنوعیت بدهی جدید (شامل اوراق بهادار مانند اوراق قرضه، اعتبار، برات و غیره) با سررسید بیش از ۹۰ روز می‌شود. پس از الحاق کریمه توسط فدراسیون روسیه در سال ۲۰۱۴، آمریکا شماری از شرکت‌های روسی و کریمه‌ای را تحت تحریم قرار داد. تقریباً همه کشورها در این فهرست نمایندگانی دارند.
سیاهه این فهرست بر اساس کشور، آدرس، نوع (شخص، سازمان، هواپیما، کشتی)، انواع برنامه ها اهداف (حقوق بشر، جنگ و ...) دسته بندی شده.

## افراد برجسته تحریم‌شده

### بلاروس
- الکساندر لوکاشنکو – رئیس‌جمهور بلاروس
- میکالای کارپیانکو – معاون وزارت امور داخلی بلاروس
- en:Ivan Tertel – رئیس کمیته امنیت دولتی جمهوری بلاروس
- en:Natallia Eismant – سخنگوی مطبوعاتی الکساندر لوکاشنکو
- ویکتور خرنین – وزیر دفاع بلاروس[۲]

### چین
- en:Arken Imirbaki – معاون سابق رئیس کنگره ملی خلق
- en:Cai Dafeng – معاون رئیس کنگره ملی خلق
- en:Cao Jianming – معاون سابق رئیس کنگره ملی خلق
- en:Chen Zhu – معاون سابق رئیس کنگره ملی خلق
- en:Ding Zhongli – معاون رئیس کنگره ملی خلق
- en:Hao Mingjin – معاون رئیس کنگره ملی خلق
- en:Huo Liujun – دبیر سابق حزب کمونیست اداره امنیت عمومی سین‌کیانگ
- en:Ji Bingxuan – معاون سابق رئیس کنگره ملی خلق
- en:Padma Choling – معاون سابق رئیس کنگره ملی خلق
- en:Shen Yueyue – معاون سابق رئیس کنگره ملی خلق
- en:Wan Exiang – معاون سابق رئیس کنگره ملی خلق
- en:Wang Mingshan – دبیر کمیسیون سیاسی و حقوقی منطقه خودمختار سین‌کیانگ
- en:Zhu Hailun – معاون سابق رئیس کنگره خلق منطقه خودمختار سین‌کیانگ
- جانگ چونشیان – عضو هجدهمین پلیتبوروی حزب کمونیست چین
- جانگ شیائومینگ – معاون پیشین دفتر امور هنگ‌کنگ و ماکائوی شورای دولتی چین
- چن کوانگو – عضو نوزدهمین پلیتبوروی حزب کمونیست چین
- لی شانگفو – وزیر سابق دفاع چین
- وانگ چن (سیاستمدار) – عضو نوزدهمین پلیتبوروی حزب کمونیست چین
- وانگ دونگمینگ – معاون رئیس کنگره ملی خلق
- وو ویهوا – معاون رئیس کنگره ملی خلق
- یو چوان – رئیس سابق دپارتمان کار جبهه متحد

#### هنگ کنگ
- اریک تسانگ – چهارمین وزیر امور قانون اساسی و سرزمین اصلی
- اریک چان – نهمین دبیرکل اداره اجرایی هنگ کنگ و دبیرکل کمیته حفاظت از امنیت ملی
- اندرو کان کای-یان – معاون فرمانده پلیس هنگ کنگ و مدیر دپارتمان امنیت ملی
- تام یو-چونگ – عضو کمیته دائمی کنگره ملی خلق
- ترزا چنگ – چهارمین وزیر دادگستری هنگ کنگ
- جان لی کا-چیو – پنجمین رئیس اجرایی هنگ کنگ
- کری لم – چهارمین رئیس اجرایی هنگ کنگ
- کریس تانگ – پنجمین وزیر امنیت هنگ کنگ

#### ماکائو
- وان کوک-کوی – رهبر سابق باند مافیایی ماکائویی 14K

### ایران
شمار افراد ایرانی این فهرست بالغ بر 530 نفر می باشد که مهمترین افراد در این فهرست در زیر آورده شده
- اسماعیل قاآنی – فرمانده نیروی قدس سپاه پاسداران انقلاب اسلامی
- امیرعلی حاجی‌زاده – فرمانده نیروی هوافضای سپاه پاسداران
- سید علی خامنه‌ای – رهبر جمهوری اسلامی ایران
- محمدجواد ظریف – وزیر سابق امور خارجه ایران
- محمود احمدی‌نژاد – رئیس‌جمهور پیشین ایران

### لیبی
- سیف‌الاسلام قذافی – رهبر جبهه مردمی برای آزادی لیبی

### کره شمالی
- کیم یونگ-چول – رئیس دپارتمان جبهه متحد

### مقدونیه شمالی
- en:Sašo Mijalkov – مدیر سابق سازمان امنیت و ضد اطلاعات مقدونیه شمالی
- نیکولا گرویفسکی – نخست‌وزیر سابق مقدونیه شمالی
- en:Stevčo Jakimovski – رهبر حزب شهروندی مقدونیه، شهردار کارپوش
- en:Artan Grubi – معاون اول سابق نخست‌وزیر مقدونیه شمالی
- en:Enver Bexheti – قاضی فاسد

### فیلیپین
- آپولو کویبولو – کشیش فیلیپینی و رهبر کلیسای «پادشاهی عیسی مسیح» (KOJC یا KJC)[۳][۴]

### روسیه
- ولادیمیر پوتین – رئیس‌جمهور روسیه
- دمیتری مدودف – رئیس‌جمهور سابق روسیه
- پتر فرادکوف – اقتصاددان و بانکدار روسی، مدیرعامل بانک پرومسویازبانک و مدیر مرکز صادرات روسیه
- والری گراسیموف – رئیس کنونی ستاد کل نیروهای مسلح فدراسیون روسیه
- سرگئی ایوانوف – سیاستمدار ارشد روسیه و نماینده ویژه رئیس‌جمهور روسیه در امور محیط‌زیست، اکولوژی و حمل‌ونقل
- ولادیمیر کیرینکو – رئیس و مدیرعامل شرکت VK (سابقاً Mail.ru Group)
- سرگئی لاوروف – وزیر امور خارجه روسیه
- نیکولای پاتروشف – سیاستمدار روس و دبیر شورای امنیت روسیه از ۲۰۰۸، مدیر سابق سرویس امنیت فدرال روسیه (FSB)
- ایگور سچین – الیگارش روس و مقام دولتی، از متحدان نزدیک ولادیمیر پوتین
- سرگئی شویگو – وزیر دفاع روسیه و رئیس شورای وزیران دفاع کشورهای مستقل مشترک‌المنافع
- ماریا زاخارووا – سخنگوی وزارت خارجه روسیه
- تینا کاندلاکی – روزنامه‌نگار روسی-گرجستانی، معاون مدیرعامل گازپروم مدیا و مدیر شبکه تلویزیونی روسی TNT؛ در کنار کاندلاکی، همسرش واسیلی برووکو نیز به این فهرست اضافه شده است.
- الکساندر دوگین – سیاستمدار اولتراناسیونالیست روس و رهبر حزب اوراسیا
- مارگاریتا سیمونیان – سردبیر رسانه دولتی RT و روسیه امروز
- دمیتری کیسلیوف – مجری تلویزیونی روس و مدیرعامل Rossiya Segodnya
- ایگور گیرکین – نظامی سابق روسیه و وزیر دفاع سابق جمهوری خلق دونتسک، متهم به ساقط کردن پرواز شماره ۱۷ هواپیمایی مالزی

### سوریه
- بشار اسد – رئیس‌جمهور سوریه
- اسما اسد – بانوی اول سوریه
- ماهر اسد – فرمانده گارد ریاست جمهوری سوریه

### ونزوئلا
- نیکلاس مادورو – رئیس‌جمهور ونزوئلا
- دلسی رودریگز – معاون رئیس‌جمهور ونزوئلا
- طارق العیسمی – وزیر نفت ونزوئلا

### سایر کشورها
- مارینکو چاوارا – رئیس سابق فدراسیون بوسنی و هرزگوین
- سوتوزار ماروویچ – رئیس‌جمهور سابق صربستان و مونته‌نگرو
- میلوراد دودیک – رئیس‌جمهور جمهوری صرب بوسنی
- ژلیکا سویانوویچ – عضو صرب ریاست‌جمهوری بوسنی و هرزگوین
- علی احمد کرتی – وزیر خارجه سابق سودان
- سادیو کامارا – وزیر دفاع مالی
- فالح الفیاض – رئیس حشد شعبی عراق و مشاور سابق امنیت ملی
- بیدزینا ایوانیشویلی – عضو مجلس گرجستان، الیگارش و نخست‌وزیر سابق گرجستان
- آنتال روگان – عضو مجلس ملی مجارستان و رئیس دفتر نخست‌وزیر
- کریم احمد خان – دادستان دیوان کیفری بین‌المللی

### افراد پیشین (درگذشته)
- انور العولقی – رهبر آمریکایی-یمنی القاعده، کشته‌شده در حمله پهپادی (۲۰۱۱)
- ابومهدی المهندس – جانشین فرمانده حشد شعبی عراق و فرمانده کتائب حزب‌الله
- بی سیدی سلیمان – رهبر سابق گروه شبه‌نظامی «بازگشت، بازپس‌گیری، بازسازی» در جمهوری آفریقای مرکزی
- سید ابراهیم رئیسی – رئیس‌جمهور سابق ایران
- صدام حسین – رئیس‌جمهور سابق عراق
- اسلوبودان میلوشویچ – رئیس‌جمهور سابق صربستان و مونته‌نگرو
- قاسم سلیمانی – فرمانده سابق نیروی قدس سپاه پاسداران انقلاب اسلامی
- معمر قذافی – رهبر سابق لیبی
- یوگنی پریگوژین – سرمایه‌دار روسی و مؤسس گروه واگنر

### افراد پیشین (در قید حیات)
- فاتو بنسودا – دادستان سابق دیوان کیفری بین‌المللی، به‌دلیل تحقیقات درباره جنایات جنگی احتمالی توسط نیروهای مسلح ایالات متحده آمریکا و سیا در افغانستان، لهستان، رومانی و لیتوانی تحریم شده بود.

## مراجع
1. ↑  rob (2017-11-23). "Keine PCs für Vereine – wegen US-Blacklist". 20 Minuten (به آلمانی). Archived from the original on 2021-09-04. Retrieved 2017-11-23.
2. ↑  "Russia-related Designations; Belarus Designations; Issuance of Russia-related Directive 2 and 3; Issuance of Russia-related and Belarus General Licenses; Publication of new and updated Frequently Asked Questions". U.S. Department of the Treasury.
3. ↑  "OFAC Sanctions List Search". sanctionssearch.ofac.treas.gov.
4. ↑  "US imposes sanctions on Quiboloy for 'serious human rights abuse'". RAPPLER (به انگلیسی). December 10, 2022. Archived from the original on December 11, 2022. Retrieved December 11, 2022.